# Narodowe Archiwum Cyfrowe
Narodowe Archiwum Cyfrowe (w skrócie NAC) – centralne archiwum państwowe podległe Naczelnemu Dyrektorowi Archiwów Państwowych, utworzone 16 sierpnia 1955 w Warszawie jako Archiwum Dokumentacji Mechanicznej, obecną nazwę nosi od 8 marca 2008.

## Dzieje instytucji
Narodowe Archiwum Cyfrowe wywodzi się z utworzonego 16 sierpnia 1955 Archiwum Dokumentacji Mechanicznej, którego pierwszym dyrektorem był Roman Nowicki. Przekształcenie ADM w NAC nastąpiło 8 marca 2008 na podstawie rozporządzenia Ministra Kultury i Dziedzictwa Narodowego wydanego na wniosek Naczelnego Dyrektora Archiwów Państwowych. Zmiana była odpowiedzią na ewolucję dokonującą się w dziedzinie technologii zapisu, przechowywania i udostępniania archiwaliów.
NAC jest pierwszym polskim archiwum cyfrowym, tzn. instytucją powołaną w celu gromadzenia, przechowywania i udostępniania materiałów archiwalnych w postaci cyfrowej oraz zarządzania nimi.
Pierwszym dyrektorem nowej instytucji został Nikodem Bończa-Tomaszewski, który od lipca 2007 jako dyrektor ADM kierował przekształceniem ADM w NAC. W latach 2012–2016 dyrektorem archiwum był Wojciech Woźniak, który został powołany następnie na urząd Naczelnego Dyrektora Archiwów Państwowych. W latach 2016–2018 dyrektorem była Marianna Otmianowska, wcześniej pracująca w Muzeum Narodowym w Warszawie. Od września 2018 dyrektorem był Radosław Kałużniak, który wcześniej zajmował w NAC stanowisko Zastępcy Dyrektora ds. zasobu archiwalnego. Od lutego 2020 obowiązki dyrektora pełniła Malwina Rozwadowska, która 8 września 2020 została mianowana na stanowisko dyrektora. 5 października 2021 dyrektorem NAC został Piotr Zawilski. 

## Zadania
Działania NAC skupiają się na dwóch płaszczyznach: przechowywaniu, ewidencjonowaniu i udostępnianiu dokumentacji fotograficznej i audiowizualnej oraz digitalizacji analogowych materiałów archiwalnych, przejmowaniu i wieczystym przechowywaniu dokumentacji elektronicznej wytwarzanej – głównie – w instytucjach administracji państwowej.
Narodowe Archiwum Cyfrowe:
- gromadzi, przechowuje, poddaje konserwacji i opracowuje fotografie, filmy oraz nagrania dźwiękowe;
- udostępnia i promuje archiwalia w sieci;
- buduje systemy i infrastrukturę IT (Zintegrowany System Informacji Archiwalnej „ZoSIA” oraz serwis szukajwarchiwach.pl) służące gromadzeniu i udostępnianiu informacji o zbiorach wszystkich archiwów państwowych oraz innych instytucji przechowujących archiwalia;
- uczy, jak cyfryzować oraz tworzy standardy.

## Zasób[6]

### Fotografie
W zbiorach Narodowego Archiwum Cyfrowego znajduje się 15 mln zdjęć. Fotografie pochodzą z okresu od lat czterdziestych XIX wieku aż po czasy współczesne, a blisko 90% z nich dotyczy czasów PRL.

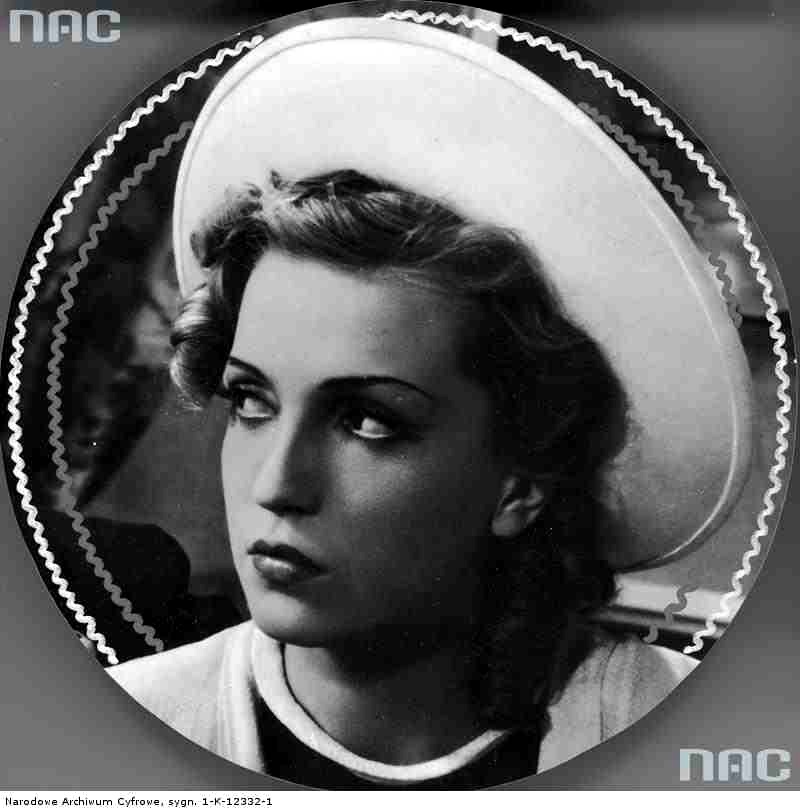
Aktorka Tamara Wiszniewska na fotografii z Narodowego Archiwum Cyfrowego

Fotografie w NAC zostały podzielone na zespoły i zbiory. Za najważniejsze można uznać:
- Koncern Ilustrowany Kurier Codzienny – Archiwum Ilustracji zawierające prawie 190 tys. zdjęć z lat 1910–1939. Najobszerniej udokumentowany został okres II Rzeczypospolitej: władze państwowe, życie polityczne, społeczne, religijne, gospodarka, kultura, nauka, szkolnictwo, wojskowość, sport, życie Polonii. Liczne są zdjęcia zagranicznych agencji fotograficznych, z którymi współpracował IKC. Są tu również fotografie z I wojny światowej, większość ukazuje Legiony Polskie.
- Wydawnictwo Prasowe Kraków – Warszawa (Zeitungsverlag Krakau – Warschau) zawiera około 18 tys. zdjęć z lat 1939–1945, wykonanych na potrzeby propagandy III Rzeszy. Są to głównie materiały przedstawiające niemieckie wojsko na frontach II wojny światowej, dygnitarzy oraz okupowane ziemie polskie – przede wszystkim Generalne Gubernatorstwo.
- W spuściznach prywatnych z tego okresu znajdziemy fotografie dokumentujące szlaki bojowe oraz walki polskich żołnierzy w czasie II wojny światowej. Są to zdjęcia wykonane i zgromadzone m.in. przez: Czesława Datkę, Tadeusza Szumańskiego, Bolesława Denasiewicza, Tadeusza Jankowskiego, Władysława Chomę, Władysława Gryksztasa i Stefana Bałuka.
- Zniszczenia wojenne i odbudowę Warszawy fotografowali Wacław Żdżarski oraz Stefan Rassalski.

W czasach PRL działały wielkie państwowe agencje fotograficzne. Zbiory największej z nich – Centralnej Agencji Fotograficznej (CAF) – to około 12 mln fotografii z lat 1944–1990 oraz prawie 30 metrów bieżących dokumentacji aktowej z lat 1965–1990 (listy montażowe). Zdjęcia CAF bardzo obszernie przedstawiają czasy PRL.
Drugi co do wielkości zespół w NAC – Wojskowa Agencja Fotograficzna (WAF) – to około 2 mln zdjęć z lat 1944–1996. Zawiera materiały dotyczące m.in. wojskowości.
Tematykę powojennej kultury, sztuki i architektury ilustrują zdjęcia zgromadzone w prywatnych archiwach fotograficznych: Władysława Miernickiego, Stanisława Brzozowskiego i największym z nich – Edwarda Hartwiga – liczący ponad 120 tys. zdjęć z lat 1945–1982 i dokumentujący m.in. przedstawienia teatralne. Archiwa fotograficzne Stanisława Wdowińskiego, Eugenii Trzeciakowej, Zbyszka Siemaszki to kolekcje zdjęć wszechstronnie ukazujących architekturę i zabytki polskich miast i miejscowości.
Obszerną, bo liczącą ponad 100 tys. zdjęć, dokumentację życia społeczności polskiej w Wielkiej Brytanii w latach 1946–2008 sporządził Juliusz Englert. Fotografie obrazują działalność polityczną, społeczną, kulturalną i religijną organizacji polonijnych.
W latach 2014–2015 zbiory NAC wzbogaciły się o spuścizny ludzi kultury niezwiązanych bezpośrednio z twórczością fotograficzną czy audiowizualną: aktorki Elżbiety Czyżewskiej oraz poety, pisarza, tłumacza i znawcy kultury cygańskiej Jerzego Ficowskiego.

### Nagrania
Zbiór Nagrań Dźwiękowych Narodowego Archiwum Cyfrowego liczy ponad 40 tys. jednostek z lat 1889–2008.
- Sekcja Polska Radia Wolna Europa – blisko 17 tys. nagrań zarejestrowanych w latach 1952–1994.
- Nagrania różnego pochodzenia – około 5% z nich obejmuje okres do 1939 roku, 10% pochodzi z czasu II wojny światowej, pozostałe 85% to okres PRL.

Za najcenniejsze można uznać taśmy z zapisem głosów wybitnych Polaków: marszałka Józefa Piłsudskiego, Józefa Becka, Władysława Andersa, Ignacego Jana Paderewskiego czy Stefana Żeromskiego.
Interesujące są materiały dźwiękowe takich wydarzeń historycznych, jak: przyłączenie Zaolzia do Polski, atak żołnierzy niemieckich na Westerplatte, msze za Ojczyznę z kazaniami księdza Jerzego Popiełuszki. Zbiór wzbogacają audycje Polskiego Radia, relacje z wydarzeń kulturalnych, sportowych oraz uroczystości państwowych. Melomani znajdą w nim nagrania piosenek z dwudziestolecia międzywojennego.
Najstarsze nagranie w języku polskim w zbiorach NAC pochodzi prawdopodobnie z 1908 roku i zawiera zapis kolęd w wykonaniu nieznanego chóru kościelnego.

### Filmy
Zbiór filmów zgromadzonych w NAC liczy około 2,4 tys. tytułów z lat 1928–1993. 90% z nich to materiały pochodzące z Instytutu Badań Edukacyjnych, Wytwórni Filmowej „Sportfilm”, Wytwórni Filmowej „Czołówka” oraz Polskiej Agencji Interpress. W zbiorach dominują kroniki: polskie z lat 1958–1975 (głównie o tematyce wojskowej) oraz niemieckie z okresu II wojny światowej – przedstawiają przede wszystkim walki na różnych frontach, życie na terenach okupowanych przez wojska hitlerowskie, w tym w Generalnym Gubernatorstwie.
Dużą część stanowią filmy o tematyce sportowej, a także edukacyjne z różnych dziedzin wiedzy.
Szczególną wartość mają filmy z lat 20. i 30. XX wieku. Wśród nich jest m.in. Polonia Restituta, dokumentujący walki o kształt granic II RP.
NAC jest właścicielem archiwów Polskiego Radia i Telewizji Polskiej. Jego własnością są zbiory po byłej Państwowej Jednostce Organizacyjnej „Polskie Radio i Telewizja”. Zbiory te zawierają materiały archiwalne powstałe w Polskim Radiu i Telewizji do końca 1993 roku, czyli:
- blisko 135 tys. filmów i audycji telewizyjnych zarejestrowanych na taśmach światłoczułych i magnetycznych różnych formatów z lat 1958–1993;
- 665 tys. nagrań z audycjami słownymi i muzycznymi prezentowanymi na czterech antenach Polskiego Radia w latach 1950–1993 (nagrania wcześniejsze przekazano do NAC).

Materiały te na podstawie umowy użyczenia przechowywane są w magazynach Ośrodka Dokumentacji i Zbiorów Programowych Telewizji Polskiej SA i Archiwum Polskiego Radia SA.

## Digitalizacja
Narodowe Archiwum Cyfrowe w 2014 roku zdigitalizowało 7 mln dokumentów, jest to zarówno zasób NAC, jak i zasoby archiwów państwowych z całego kraju. W pracowniach digitalizacji archiwów państwowych wytwarzane są również kopie wzorcowe, które trafiają potem do NAC w celu ich udostępnienia i zabezpieczenia w Centralnym Repozytorium Cyfrowym Archiwów Państwowych. NAC otrzymuje ponadto kopie wzorcowe od instytucji kultury, które digitalizują materiały archiwalne ze sfery niepaństwowego zasobu archiwalnego.

### Centrum Kompetencji
Decyzją Ministra Kultury i Dziedzictwa Narodowego z października 2009 roku Narodowe Archiwum Cyfrowe sprawuje funkcję Centrum Kompetencji w zakresie digitalizacji materiałów archiwalnych.
NAC w ramach Centrum Kompetencji:
- wyznacza standardy i opracowuje dobre praktyki digitalizacji,
- organizuje szkolenia z digitalizacji materiałów archiwalnych,
- udziela konsultacji z projektowania i prowadzenia digitalizacji materiałów archiwalnych,
- wspiera tworzenie pracowni digitalizacji w archiwach,
- udostępnia system informacji archiwalnej do zarządzania archiwami,
- umożliwia bezpieczne przechowywanie oraz udostępnianie cyfrowych kopii materiałów archiwalnych.

### Centralne Repozytorium Cyfrowe
Centralne Repozytorium Cyfrowe Archiwów Państwowych (CRC AP) to zaawansowany zespół urządzeń mających za zadanie utrzymywać wersję cyfrową archiwów. Prościej – to scentralizowana serwerownia, gdzie przechowywane są kopie wzorcowe i użytkowe materiałów archiwalnych, sporządzone w trakcie digitalizacji przez wszystkie archiwa oraz inne instytucje publikujące swoje skany w serwisie Szukaj w Archiwach.
CRC AP służy jako miejsce do głębokiego przechowywania wysokiej jakości kopii wykonanych z materiałów archiwalnych, które są nienaruszalne, oraz płytkiego przechowywania kopii dostępowych udostępnianych użytkownikom.
CRC AP, poza zapewnieniem przestrzeni do przechowywania kopii zdigitalizowanych archiwaliów, umożliwia również bezpieczne gromadzenie dokumentów, które powstały w wersji cyfrowej (dokumenty „born-digital”).

## Systemy i infrastruktura IT

### Zintegrowany System Informacji Archiwalnej „ZoSIA”
Zintegrowany System Informacji Archiwalnej ZoSIA to aplikacja przeznaczona do opracowania (ewidencji i inwentaryzacji) zbiorów archiwalnych na wszystkich poziomach ich hierarchicznej struktury – od całego archiwum aż po obiekt archiwalny. Zawiera również szybką i precyzyjną wyszukiwarkę danych. Jednocześnie pozostaje intuicyjna w obsłudze i przyjazna dla użytkownika.
ZoSIA może być wykorzystywana w archiwach państwowych oraz innych jednostkach posiadających archiwa. Specjalna wersja edukacyjna systemu jest używana na zajęciach dydaktycznych ze studentami na wielu polskich wyższych uczelniach. Wszystkie te instytucje używają systemu nieodpłatnie. System jest tani w eksploatacji, nie wymaga dodatkowego sprzętu ani oprogramowania – do korzystania z ZoSIA wystarcza komputer podłączony do Internetu oraz przeglądarka internetowa działająca w dowolnym systemie operacyjnym. Użytkownicy nie muszą martwić się o skomplikowaną technologicznie sprawę bezpieczeństwa danych: czuwa nad nimi Narodowe Archiwum Cyfrowe, które m.in. dla potrzeb ZoSIA wybudowało Centralne Repozytorium Cyfrowe, zaawansowaną serwerownię zapewniającą wysokie standardy bezpieczeństwa. Ponadto każdy użytkownik uzyskuje unikatowy certyfikat dostępu do systemu.
System ZoSIA jest z powodzeniem wykorzystywany we wszystkich archiwach państwowych podległych Naczelnemu Dyrektorowi Archiwów Państwowych oraz w innych instytucjach posiadających zbiory archiwalne.  

### Szukaj w Archiwach
Szukajwarchiwach.gov.pl to rozwijany przez NAC serwis internetowy, na którym prezentowane są skany i opisy materiałów archiwalnych zgromadzonych w polskich archiwach. Obecnie w serwisie dostępnych jest ponad 42 mln skanów materiałów archiwalnych, a ich liczba stale rośnie.
Źródłem opisów archiwalnych umieszczonych w serwisie są dane pochodzące z aplikacji Zintegrowany System Informacji Archiwalnej (ZoSIA). Ponadto serwis zawiera dane z bazy Program Rejestracji Akt Metrykalnych i Stanu Cywilnego (PRADZIAD), gromadzącej informacje o materiałach genealogicznych przechowywanych w archiwach państwowych. Skany materiałów archiwalnych pochodzą ze zbiorów polskich archiwów państwowych, a także innych instytucji kultury.
Łatwość wyszukiwania interesujących informacji gwarantuje prosta w obsłudze wyszukiwarka, która oferuje wiele przydatnych filtrów i opcji.
Kopie materiałów archiwalnych prezentowane w serwisie, o ile nie zastrzeżono inaczej w opisach tych materiałów lub na samych kopiach cyfrowych, mogą być w dowolny sposób wykorzystywane, w tym pobierane ze strony na dysk lokalny, kopiowane i rozpowszechniane w inny sposób z wykorzystaniem dowolnej techniki.
Z serwisu szukajwarchiwach.gov.pl korzystać mogą archiwiści, genealodzy, studenci, uczniowie, nauczyciele, pracownicy naukowi oraz wszystkie inne osoby zainteresowane korzystaniem z zasobu polskich archiwów. Serwis umożliwia korzystanie z materiałów archiwalnych przechowywanych w archiwach z różnych części Polski bez wychodzenia z domu. Do korzystania z serwisu potrzebne są tylko dostęp do internetu i przeglądarka internetowa.

### Archiwum Dokumentu Elektronicznego
W związku z wejściem w życie przepisów wynikających z art. 5 ust. 2a, 2b i 2c Ustawy z dnia 14 lipca 1983 r. o narodowym zasobie archiwalnym i archiwach (Dz.U. z 2020 r. poz. 164) zostały określone zasady postępowania z dokumentami elektronicznymi oraz zasady uporządkowania przekazywanych do archiwów państwowych dokumentów elektronicznych odzwierciadlających załatwianie spraw. W ten sposób powstały podstawy prawne do tego, aby papierowe teczki aktowe mogły być zastępowane spełniającymi odpowiednie wymagania funkcjonalne systemami teleinformatycznymi.
Mając to na uwadze, przygotowano prototyp systemu informatycznego Archiwum Dokumentów Elektronicznych (ADE). Udostępniony prototyp umożliwia między innymi przetestowanie procesu przekazywania materiałów archiwalnych w postaci cyfrowej do archiwów państwowych. Ponadto prototyp może służyć producentom oprogramowania systemów Elektronicznego Zarządzania Dokumentacją do testowania własnych rozwiązań w zakresie wytwarzania paczek archiwalnych służących przekazywaniu materiałów archiwalnych
Projekt realizowała Naukowa i Akademicka Sieć Komputerowa na podstawie decyzji 266/DIN/2006 Ministra Edukacji i Nauki na zlecenie Naczelnej Dyrekcji Archiwów Państwowych. Prace zostały sfinansowane z rezerwy celowej budżetu państwa na rok 2005 (prace podstawowe) oraz na rok 2006 (dostosowanie systemu do nowo ogłoszonych aktów wykonawczych).
Obecnie w systemie ADE zgromadzono materiały testowe przygotowane w ramach projektu dostosowania systemu do wymagań przepisów prawa. Prototyp testowano na prawdziwych danych z urzędów, ale w związku z tym, że zamierzano uzyskać potrzebne doświadczenie, dane nie zawsze są kompletne, w niektórych dokumentach naniesiono dopiski służące do testowania prawidłowości wyświetlania polskich znaków. Niektóre dane są celowo niepoprawne merytorycznie. Z treści znajdujących się w systemie dokumentów nie należy więc wyciągać wniosków. Obecność materiałów testowych ułatwia ocenę możliwości systemu i jakości przygotowanych metadanych. Ponadto umieszczone w systemie dane testowe pozwalają zapoznać się z możliwościami, jakie niesie ze sobą Rozporządzenie Ministra Spraw Wewnętrznych i Administracji z dnia 2 listopada 2006 roku w sprawie wymagań technicznych formatów zapisu i informatycznych nośników danych, na których utrwalono materiały archiwalne przekazywane do archiwów państwowych (Dz.U. z 2006 r. nr 206, poz. 1519), porządkujące metadane dla dokumentów elektronicznych przesyłanych do archiwów państwowych.